# Indulis Emsis
Indulis Emsis (ur. 2 stycznia 1952 w Salacgrīvie) – łotewski polityk, biolog i nauczyciel akademicki, parlamentarzysta i minister, premier Łotwy (2004) i przewodniczący Sejmu (2006–2007).

## Życiorys
Z wykształcenia biolog, w 1975 ukończył studia na Uniwersytecie Łotwy w Rydze. W 1986 w Moskwie uzyskał stopień kandydata nauk, a w 1993 doktoryzował się w zakresie biologii na macierzystej uczelni. Początkowo pracował jako nauczyciel, później jako dyrektor laboratorium w instytucie naukowym Silava. W latach 1989–1990 był wiceprzewodniczącym komitetu ochrony środowiska Łotewskiej SRR.
W 1990 należał do grona współzałożycieli Łotewskiej Partii Zielonych. W 1990 w wolnych wyborach z ramienia Łotewskiego Frontu Ludowego uzyskał mandat deputowanego do Rady Najwyższej, w której zasiadał do 1993. Od sierpnia 1993 do listopada 1998 pełnił funkcję ministra środowiska w rządach, którymi kierowali kolejno Valdis Birkavs, Māris Gailis, Andris Šķēle i Guntars Krasts. W 1995 został posłem na Sejm VI kadencji, która upłynęła w 1998.
Po odejściu z rządu i parlamentu został m.in. prezesem przedsiębiorstwa konsultingowego. W 2001 uzyskał mandat radnego Rygi, a w 2002 ponownie został posłem na Sejm, z powodzeniem tym razem ubiegając się o reelekcję w 2006. Był w międzyczasie jednym z trzech współprzewodniczących swojego ugrupowania. 9 marca 2004 zastąpił Einarsa Repšego na stanowisku premiera Łotwy, stając się pierwszym na świecie premierem pochodzącym z ugrupowania reprezentującego ruch zielonych. Gabinet pod jego kierownictwem nie uzyskał wotum zaufania w październiku 2004 w czasie prac budżetowych. 2 grudnia 2004 urząd premiera objął Aigars Kalvītis.
Po wyborach do Sejmu IX kadencji w 2006 został na kilka miesięcy jego przewodniczącym; 24 września 2007 zastąpił go na tym stanowisku Gundars Daudze. W 2007 wycofał się z aktywności politycznej, powracając do działalności konsultingowej. W 2009 został również wykładowcą Uniwersytetu Łotwy.

## Odznaczenia
- Order Trzech Gwiazd III klasy – 1996
- Medal Rady Bałtyckiej – 2005[2]